# 暖春
暖春（だんしゅん）は、平年（1991 - 2020年の平均）に比べて気温の高い春のことである。気象庁による3階級表現で毎年3 - 5月の平均気温が「高い」に該当した場合の春をいう（階級表現に関しては外部リンクも参照のこと）。近年（21世紀以降）での全国的な暖春は5月を中心に異常高温となった2015年、東日本を中心に異常高温となった2018年など。

## 過去の主な暖春（日本）
1930年
戦前ではほとんど唯一の暖春で、全国平均で平年を0.1℃上回っている。3月を中心に気温が高く、春の訪れが早かった。
1942年
3月中心の暖春で、東京では3月の平均気温が10度を超えた。4月27日には山形市で当時の4月の最高気温記録である33.3℃を記録した。
1959年
1950年代において唯一の暖春である。和歌山県潮岬では3月10日に桜が開花した。
1961年
東日本以北を中心に暖春になった。
1964年
3月末 - 4月にかけ、北海道を除いて全国的に気温が平年を大幅に上回り西日本、南西諸島では戦後最も気温の高い4月となった。
1967年
寒冬年としては数少ない暖春年で3か月通して気温が高めに推移した。特に5月は気温が高い上、全国的に降水量が少なく、東日本を中心に日照時間がかなり長かった。
1982年
東・西日本で暖春となった。特に5月の気温が高く、東日本以南で日照時間が長かった。
1983年
早春寒波はあったものの、春全体では昭和時代において最大の暖春で、1980年代唯一の全国的暖春となった。特に4月は北日本を中心に記録的高温となった。
1985年
東・西日本で暖春となったが、3月は月全体を通して関東以西の太平洋側地方では冷たい雨の連続で、東京では快晴日数は0であった（梅雨期である6、7月を除いては初）。
1989年
1990年
南西諸島、四国、九州を除いて暖春となり、北日本で顕著な高温だった。暖春に加え、2月が記録的な高温であった事も影響し、西日本では2002年に次ぐ記録的な早さで桜が開花した。
1991年
前年に引き続き暖春となり、3月は東日本から南西諸島を中心に、4 - 5月は北日本を中心に顕著な高温となった。北日本では少雨・多照であった一方、前線や低気圧の影響を受けやすかった西日本では多雨・寡照であった。暖春ではあったものの、寒暖の変動が大きく、ゴールデンウィーク期間中の4月末から5月初めは全国的に強い低温となった。
1994年
3月は月を通して寒気の影響を受けやすく、平成時代でも数少ない低温の3月となったが、4月以降は一転して顕著な高温となり、春の平均気温は北日本から西日本で暖春となった。期間を通して前線や低気圧の影響は弱く、ほぼ全国的に少雨・多照となり、その後は空梅雨や夏の記録的な猛暑も相まって全国的に水不足・渇水が深刻化した（詳しくは平成6年渇水を参照）。
1995年
北日本・東日本で暖春となった。特に4月は北日本・東日本で高温となり、特に23日は顕著な高温となった。
1997年
寒暖の変動は大きかったが、平均気温は北日本を除き、3か月間通して高温傾向で推移した。春の平均気温は平年を1℃前後上回り、この年以前としては歴代最大の暖春であった（この年以後は1998年や2002年など、平年を大幅に上回る異常暖春が相次ぐ）。この年の暖春はエルニーニョ現象による影響とみられる。
1998年
歴代最大の暖春で春の平均気温は北海道を除き、平年より1.6 - 2.0℃（北海道では1.3℃）高く、史上例のない平年差となった。3月末は関東以西の各地で日最高気温25℃以上の夏日を観測したが、4月初めは一転して東日本を中心に寒の戻りとなり、本州南岸を南岸低気圧が通過した影響で東北地方から関東地方で遅い降雪や積雪を観測した。特に4月2日は盛岡市で最深積雪19cm、大船渡市と仙台市で17cmなど、東北地方太平洋側で4月としては記録的な大雪となった。しかしその後は再び高温傾向が顕著となり、4 - 5月は真夏並の最高気温を記録する地点が多く、4月21日にはフェーン現象の影響で北海道網走支庁小清水町（アメダス地点）で最高気温32.8℃、網走市で31.9℃、帯広市で31.7℃などと北海道内で4月としては観測史上例のない季節外れの真夏日を記録した。5月16日にも北海道各地で真夏日になった。なお、この年の顕著な暖春は前年春から継続していたエルニーニョ現象が一因とも考えられる。
1999年
寒暖の変動は大きかったが、期間を通して気温が高めで推移し、特に3月は東日本から南西諸島で顕著な高温となった。3月22日に南鳥島で最高気温30.2℃、3月26日に名瀬で30.4℃を記録し、3月の最高気温記録が2回更新された。春の平均気温は北海道を除いた全国で高温となった。
2001年
3月前半は顕著な低温で太平洋側の平地でも降雪や凍結を観測した地点もあったが、後半は一変して高温となった。4月の月初は低温であったが、その後は高温傾向となった。5月も最初の数日間は低温だったものの、すぐに高温に転じた。
2002年
顕著な暖冬で春の訪れも早く、特に3 - 4月は極端な高温となり、春平均でも1998年に次ぐ顕著な暖春となった。冬から春先にかけて顕著な高温傾向が続いたため、桜の開花は全国的に記録的に早く、各地で史上最も早い開花の記録を塗り替え、関東以西の太平洋側においては3月中旬に開花した地点が多かった。また、終雪・終氷・終霜の季節現象の終日がかなり早く、中部以西においては2月前半で雪が止んだ地点が多かった。
2003年
3月は前半に一時的に強い寒気が南下した影響もあり、平均気温は平年並だったものの、4月と5月は全国的に高温となった。春平均でも平年を0.5 - 1.0℃上回る地域が多く、前年のような顕著な平年差にはならなかったものの、全国的に暖春となった。
2004年
年間を通して高温だったこの年は同時に全国的な暖春となり、東日本と西日本では1998年と2002年に次ぐ顕著な暖春となった。3月は上旬のみ低温で、大陸から強い寒気が南下し、北日本と日本海側では大雪となるなど、顕著な低温となった。10日からは一変して高温となり、11日や12日と18日に夏日を記録した。しかし、春分の20日ごろは北高西低の気圧配置と南岸低気圧の影響で、関東地方で冷たい雨や雪を観測した。特に4月と5月が顕著な高温となり、4月は1か月を通して夏日が相次いだ。特に22日は東日本、西日本の各地で季節外れの真夏日となり、4月としては観測史上最も高い日最高気温の記録を塗り替え、5月下旬には西日本太平洋側の一部で熱帯夜が観測された。
2007年
記録的な暖冬で、春にかけても高温となった。特に3月初めと下旬は南から暖かい空気が流れ込み記録的な高温となり、東日本や四国・九州地方に中心に季節外れの夏日（一部で真夏日）を観測した。4月1日にはフェーン現象の影響で山梨県甲府市で最高気温29.7℃を記録し6月下旬並みの暑い陽気となったほか静岡市で30.7℃、アメダス地点の静岡市清水で31.8℃と真夏日を記録しいずれも観測史上最も早い真夏日の記録を塗り替えた。ただし3月中旬は全国的に、4月は北日本と東日本で寒気の影響で低温で推移し3月16日には東京都内で最も遅い初雪かつ遅い降雪を、4月4日にも東京都内で一時4月としては季節外れの降雪（霙）を観測した。4月18日には西日本で2月中旬並みの低温となり阿蘇山で4月としては史上最多となる28cmの積雪を観測した。しかし3月と5月の気温が高く寒暖の変動が大きかったため、春平均では東日本・西日本で暖春となった。
2008年
春の訪れが早く北日本から西日本の広い範囲で暖春となり、北日本では気温がかなり高かった。3月に入ると低温傾向で大雪・積雪や路面凍結が相次いだ2月とは大きく天候が一変し冬型の気圧配置になる日は少なく寒気の南下が少なかったため全国的に気温が急上昇と同時に降雪が止み、一斉に春の陽気となった。特に北日本では多くの地点で3月の平均気温の最高値を塗り替え、下旬には札幌市の日最高気温が6日連続で10℃以上となった（札幌市で3月に6日連続最高気温10℃以上となるのは観測史上初めてで、1901年以来107年ぶりの記録）。北日本や日本海側では終雪が観測史上最も早くなった所があった。4月も21日から23日にかけて旭川市で3日間連続夏日になり札幌市の桜の開花が観測史上最も早くなったり高温が続いたが、5月は10日から11日と月末に東日本を中心に寒気の影響で顕著な低温となるなど気温の変動が大きかった。
2009年
北日本から西日本の広い範囲で暖春となり、特に北・東日本では平均気温がかなり高かった。北日本から西日本では3か月続きで高温となったが、3月下旬から4月初めと下旬は大陸から強い寒気が南下して低温となるなど気温の変動が大きかった。3月は寒気の南下が弱く、沖縄・奄美地方で一時低温になった以外は下旬初めまで全国的に高温で経過した。特に17日から20日にかけては日本海を低気圧が通過し南から暖かい空気が流入しフェーン現象が発生した影響で北日本や日本海側の地方、九州地方南部などを中心に記録的な暖かさとなり18日は新潟県上越市高田で日最高気温25.8℃、富山市25.7℃、兵庫県豊岡市25.5℃、19日は福島市25.1℃、20日は鹿児島市27.6℃、宮崎県都城市27.1℃など夏日を記録した（福島市で3月に夏日を記録するのは観測史上初めて）。ただし雛祭りの3日は四国沖を南岸低気圧が進んだ影響で関東から中国地方にかけて冷たい雨や雪となり、気温が上がらず真冬並みの寒さとなり関東甲信では大雪となった。また3月25日から26日にかけては寒の戻りで、関東甲信以北と日本海側で遅めの降雪を観測した。4月は上旬から下旬前半までは高温で高気圧に覆われて気温が上がり毎日夏日となるなど高温で経過し、6日から13日までは連続で乾燥状態が続いた。ただし月初めは3月末からの低温で、3日にはこの時期としてはかなり強い寒気が南下した。下旬は顕著な低温になり26日には青森市で最深積雪2cmを記録し、1987年以来22年ぶりに季節外れの積雪となった。5月も月末に気温が低めだったほかは高温で経過した。西日本では春を通して低気圧の影響を受けにくくまた高気圧に覆われて晴れの日が多い時期があったことから、春の降水量はかなり少なかった。沖縄・奄美地方は3月は高温だったものの4月以降低温傾向で経過し、春の平均気温は平年並だった。
2013年
北日本を除く全国で暖春となった。寒冬だった事とは対照的に、この年は3月初めから歴史に残るほど異常な熱波が流れ込み、東日本の3月上旬の平年差は+2.6、中旬+2.9、下旬+0.9と観測史上最も暖かい3月となった。西日本でも3月上旬の平年差は+2.0、中旬+2.6と記録的であった。東京で3日連続20度越え、10日に夏日を観測などと歴史的な高温だった。全国的には3月は平年より高く、4月は平年並みか以下となり、5月は平年より高くなった。ただし、5月上旬にも一時的にその時期としてはかなり強い寒気が南下した。
2014年
南西諸島を除く全国で暖春となった。東日本・西日本では2年連続で暖春となり、北日本でも5年ぶりの暖春となった。前年とは正反対に3月初旬の3月10日は秋田上空5000m（500hPa）で-42.5℃、輪島上空5000m（500hPa）で-40.3℃、松江上空で-35.3℃の、この年の最も強い寒波が流れ込み、全国的に寒い日が多くなった。しかし、4月以降は一転して平年より高くなった。
2015年
全国的に記録的な暖春となった。南西から暖かい空気が流れ込んだため、春の気温は全国的に高く、北日本では平年差+1.9℃で、統計を開始した1946年以降で春としては最も高い記録を更新し、31地点で春の平均気温が観測史上最も高い値を更新し、5月の全国平均気温は、統計以来観測史上最大を記録した1998年の+1.64℃を上回る+1.80℃を記録し、17年ぶりに更新した。この年は前年夏から継続しているエルニーニョ現象が原因と考えられる。
2016年
前年に続き、全国的に顕著な暖春となった。日本の南と日本の東で高気圧が強くは南から暖かい空気が流れ込みやすかったため、全国的に気温はかなり高くなった。横浜市や大分市など14地点で春の平均気温が観測史上最も高い値を更新した。この年もエルニーニョ現象が一昨年夏から継続していた。
2017年
日本の南で高気圧が強く、本州付近に南から暖かい空気が流れ込みやすかったため南西諸島を除く全国で暖春となった。なお、この年は暖春になりやすいとされるエルニーニョ現象は発生していなかった。
2018年
日本付近への寒気の南下が弱く、期間を通して暖かい空気に覆われやすかったため全国的に3か月を通して顕著な高温となった。2月までの寒冬傾向とは対照的に、3月に入ると寒気が南下しにくく、南から暖かい空気が流れ込みやすい天候となった。特に東日本で記録的な高温となり、3月の平均気温が平年差+2.5℃、3-5月の平均気温が平年差+2.0℃といずれも統計を開始した1946年以降で春としては最も高い記録を更新した。この暖春の要因として、エルニーニョ現象は起きていなかったが、エルニーニョ・ラニーニャ同様に全国的な異常気象を引き起こす黒潮大蛇行が指摘されている。
2019年
暖気の流入が多いことや、高気圧に覆われて日照時間が長かったことにより記録的暖春となった。5月下旬には北日本を中心に熱波が襲来し、特に5月26日には帯広市で38.8℃、佐呂間アメダスで39.5℃など、道東各地でそれまでの国内の5月の最高気温記録（気象官署は秩父37.2℃、アメダスは八王子37.1℃、いずれも1993年5月13日に記録）を上回るとともに通年で見ても記録的な暑さになり、それ以外の地域でも前後数日間は5月としてはかなりの高温になった。北日本の5月の平均気温は観測史上最高となった。この年は前年秋から続いていたエルニーニョ現象が原因と思われる。
2020年
観測史上最大の暖冬となったこの年は、3月も全国的な高温傾向が続き、特に北日本では月平均気温平年差が+2.5℃と、3月としては1946年以降で1位の高温となった。また、5月も南からの暖かい空気に覆われやすく、北日本から西日本でかなりの高温となった。一方、4月は大陸からの寒気の影響を受けやすかったため、気温は全国的に低く、特に西日本と南西諸島ではそれぞれ平年差-1.2℃、-1.5℃と、4月の気温としては2011年以来9年ぶりの低温になるなど、気温の変動が大きい春でもあった。
2021年
この年も全国的に顕著な暖春となった。3月は北からの寒気の流入が顕著に弱かったため、全国的にかなりの高温で、北日本から西日本では統計開始以来最高となった。4月は寒気と暖気の影響を交互に受けたため、北日本から西日本では気温の変動が大きかったものの、平年より高温で推移した。5月に入ると太平洋高気圧の勢力が強まり、平年に比べて梅雨前線が早く北上したため、高気圧の圏内にあった沖縄・奄美では月平均気温が平年差+1.7℃と、統計開始以来最も高い記録を更新した。
2022年
寒冬傾向だった2月までと対照的に、3月から4月にかけては一時的に寒気の影響はあったものの、南から暖かい空気が流れ込む時期が長く、全国的に高温傾向が継続した。5月の気温は梅雨前線が停滞し、同月としては観測史上最大の多雨・寡照となった南西諸島は平年を下回ったものの、東日本・西日本は平年並み、北日本は北海道のオホーツク海側を中心に平年よりも高くなった。この年はラニーニャ現象が発生している年としては数少ない暖春年になっているが、その他には2017年（平成29年）8月から6年連続で黒潮大蛇行が起きていた。
2023年
期間を通して暖かい空気が流れ込みやすかったため、春の平均気温は平年比+1.59℃とそれまで最も高かった1998年の+1.24℃を上回る歴代最大の暖春となった。2月は北日本を除いて暖冬傾向だったが、3月に入ると大陸からの寒気の流れ込みが弱まったため、それまで低温だった北日本も含め、全国的に高温傾向となった。3月の気温は北日本と東日本で1位、西日本で1位タイの高温だった。4月も同様に全国的に顕著な高温で、北日本では1位タイの高温となった。5月は上旬から中旬にかけて低温となった時期があり、北日本を除いて平年並みだったが、北日本では引き続き高温となった。この年は暖春になりやすいエルニーニョ現象が発生していた。
2024年
3月中旬までは上空の寒気が入り込んだため、気温は全国的に低かったが、下旬に入ると暖かい空気が流れ込んで高温となり、3月全体では北日本・西日本で平年よりも高くなった。4月に入ってからも暖かい空気に覆われやすかったため、全国的にかなりの高温で、北日本・東日本・南西諸島では1位の高温となった。5月は西日本・南西諸島で低温となった時期があって平年並みだったが、北日本・東日本では引き続き高温となった。この年もエルニーニョ現象が前年から継続していた。
2025年
3月上旬と中旬は東日本太平洋側と西日本を中心に低気圧や前線の影響を受けやすく、北日本では高気圧に覆われやすかった。下旬に入ると北日本日本海側を中心に低気圧の影響を受け、東日本・西日本・南西諸島では高気圧に覆われたが、3月全体では北日本から西日本で高温となった。4月は北日本から西日本に暖かい空気が流れ込んで高温となったが、南西諸島では上旬を中心に寒気の影響を受けやすかったため、低温だった。5月は東日本・西日本・南西諸島で低温となった時期があって平年並みだったが、北日本では暖かい空気が流れ込みやすかったため、引き続き高温となった。この暖かさは黒潮大蛇行が原因と考えられている。
その他
1903年（3・4月のみ）、1914年（3月のみ）、1948年（北海道のみ）、1952年（南西諸島のみ）、1955年（奄美地方のみ）、1956年（北海道のみ）、1961年（北日本、および5月のみ）、1962年（北海道のみ）、1963年（北海道、および5月のみ）、1968年（北海道のみ）、1972年（北日本のみ）、1973年（奄美地方、および4月のみ）、1977年（南西諸島のみ）、1987年（沖縄県のみ）、1992年（九州南部・南西諸島のみ）、2012年（九州北部・沖縄県のみ）

### 春期（3、4、5月）の各年の平年比
平均気温平年差、1991 - 2020年の平年値。
- （+）* かなり高い
- （+） 高い
- （0） 平年並
- （-） 低い
- （-）* かなり低い

| 年     | 北日本 | 東日本 | 西日本 | 沖縄・奄美 |
| ------ | ------ | ------ | ------ | ---------- |
| 1946年 | -1.9   | -1.8   | -1.4   | +0.1       |
| 1947年 | -1.8   | -2.5   | -2.5   | -2.0       |
| 1948年 | 0.0    | -1.3   | -1.1   | -0.7       |
| 1949年 | -1.8   | -2.4   | -2.2   | -0.6       |
| 1950年 | -0.5   | -0.6   | -0.9   | -0.8       |
| 1951年 | -1.0   | -1.1   | -1.6   | -1.2       |
| 1952年 | -1.3   | -1.4   | -1.2   | +0.2       |
| 1953年 | -1.1   | -1.2   | -1.3   | -1.3       |
| 1954年 | -1.0   | -0.7   | -0.7   | -0.1       |
| 1955年 | -1.1   | -0.5   | -0.3   | +0.2       |
| 1956年 | -0.2   | -1.1   | -1.2   | -0.1       |
| 1957年 | -1.2   | -1.8   | -1.6   | -0.6       |
| 1958年 | -1.0   | -0.9   | -0.8   | 0.0        |
| 1959年 | +0.6   | -0.2   | -0.3   | -0.3       |
| 1960年 | -1.2   | -0.8   | -0.6   | 0.0        |
| 1961年 | 0.0    | -0.2   | -0.4   | -0.2       |
| 1962年 | -0.1   | -1.0   | -1.4   | -1.2       |
| 1963年 | 0.0    | -0.8   | -0.6   | -0.3       |
| 1964年 | -0.4   | -0.1   | +0.4   | +0.4       |
| 1965年 | -2.0   | -2.5   | -2.1   | -1.4       |
| 1966年 | -0.6   | -0.8   | -0.6   | +0.2       |
| 1967年 | +0.1   | -0.4   | -0.2   | +0.3       |
| 1968年 | -0.3   | -0.9   | -1.0   | -1.4       |
| 1969年 | -1.3   | -0.9   | -1.0   | -0.1       |
| 1970年 | -1.4   | -2.0   | -2.0   | -1.1       |
| 1971年 | -1.1   | -1.4   | -1.2   | -0.9       |
| 1972年 | +0.1   | -0.7   | -0.9   | -0.8       |
| 1973年 | -0.8   | -0.8   | -0.5   | +0.3       |
| 1974年 | -1.0   | -0.9   | -0.8   | -0.7       |
| 1975年 | -0.7   | -1.1   | -1.0   | -0.4       |
| 1976年 | -0.7   | -1.2   | -1.1   | -0.3       |
| 1977年 | -1.2   | -0.5   | -0.4   | +0.4       |
| 1978年 | -1.1   | -1.0   | -1.0   | -0.8       |
| 1979年 | -1.6   | -0.9   | -1.1   | -0.7       |
| 1980年 | -1.3   | -1.1   | -1.0   | +0.1       |
| 1981年 | -1.4   | -1.1   | -1.0   | -0.3       |
| 1982年 | -0.4   | 0.0    | -0.3   | -0.1       |
| 1983年 | +0.2   | 0.0    | 0.0    | +0.4       |
| 1984年 | -2.8   | -2.8   | -1.9   | -0.9       |
| 1985年 | -0.5   | -0.4   | -0.2   | 0.0        |
| 1986年 | -1.0   | -1.3   | -0.9   | -0.8       |
| 1987年 | -0.6   | -0.5   | -0.8   | +0.2       |
| 1988年 | -1.0   | -1.2   | -1.1   | -0.2       |
| 1989年 | +0.1   | -0.5   | -0.4   | -0.7       |
| 1990年 | +0.8   | -0.1   | -0.3   | -0.6       |
| 1991年 | +0.3   | 0.0    | -0.2   | +0.6       |
| 1992年 | -0.6   | -0.5   | -0.2   | +0.2       |
| 1993年 | -0.8   | -1.4   | -1.1   | -0.6       |
| 1994年 | -0.2   | -0.3   | -0.2   | -0.4       |
| 1995年 | +0.2   | -0.4   | -0.8   | -0.5       |
| 1996年 | -1.5   | -1.6   | -1.5   | -1.2       |
| 1997年 | -0.4   | +0.2   | +0.3   | +0.4       |
| 1998年 | +1.1   | +1.3   | +1.4   | +1.5       |
| 1999年 | -0.4   | +0.2   | +0.2   | +0.3       |
| 2000年 | -0.5   | -0.4   | -0.5   | -0.5       |
| 2001年 | -0.1   | +0.1   | +0.1   | -0.4       |
| 2002年 | +1.2   | +0.9   | +0.9   | +0.8       |
| 2003年 | -0.1   | -0.3   | -0.1   | +0.1       |
| 2004年 | +0.1   | +0.5   | +0.5   | +0.3       |
| 2005年 | -1.1   | -0.6   | -0.3   | -0.7       |
| 2006年 | -0.6   | -0.7   | -0.7   | 0.0        |
| 2007年 | -0.5   | -0.2   | -0.1   | -0.3       |
| 2008年 | +0.6   | +0.3   | 0.0    | -0.3       |
| 2009年 | +0.5   | +0.3   | +0.1   | -0.4       |
| 2010年 | -1.2   | -0.9   | -0.7   | +0.1       |
| 2011年 | -0.9   | -1.1   | -1.1   | -1.3       |
| 2012年 | -0.5   | -0.4   | -0.1   | +0.3       |
| 2013年 | -0.8   | +0.4   | +0.1   | 0.0        |
| 2014年 | 0.0    | 0.0    | 0.0    | -0.5       |
| 2015年 | +1.6   | +1.0   | +0.7   | +0.5       |
| 2016年 | +1.2   | +1.2   | +1.0   | +0.8       |
| 2017年 | +0.6   | +0.2   | +0.2   | -0.3       |
| 2018年 | +1.0   | +1.6   | +1.1   | +0.6       |
| 2019年 | +1.1   | +0.4   | +0.5   | +0.6       |
| 2020年 | +0.7   | +0.5   | +0.2   | 0.0        |
| 2021年 | +1.3   | +1.2   | +1.1   | +1.2       |
| 2022年 | +1.4   | +1.1   | +1.0   | +0.4       |
| 2023年 | +2.2   | +1.8   | +1.3   | +0.5       |
| 2024年 | +1.5   | +1.1   | +1.0   | +1.2       |
| 2025年 | +1.2   | +1.0   | +0.5   | -0.1       |

## 暖春の発生傾向
前記のとおり、戦後に関しては昭和の1980年代までは全国規模の暖春年は少なく、特に1970年代には明確な暖春は全く存在しなかった（1972年の北日本は暖春だが、その年も全国的には暖春ではない）。しかし、1990年代から2004年まで、および2013年以降は全国的に暖春傾向が強く、特に1997年、1998年、2002年、2004年、2009年、2015年、2016年、2018年、2021年から2024年が極端な暖春であった。なお、1990年代以降の暖冬や暖春傾向は全国的な早い桜の開花にも反映されている。ただし、1949年、1993年、2010年など暖冬の年でも寒春になったこともあり、1967年、1985年、2003年、2008年、2013年から2015年、2018年、2022年、2023年、2025年のように寒冬の年でも暖春になったこともあるので、春と冬の高温が必ず一致するとは限らない。